# Nammivaara
Nammivaara är en kulle i Finland. Den ligger i Enare i landskapet Lappland, i den norra delen av landet, 1 000 km norr om huvudstaden Helsingfors. Toppen på Nammivaara är 343 meter över havet. Nammivaara ligger vid sjön Nammijärvi. Den ingår i Vätsäri.
Terrängen runt Nammivaara är huvudsakligen platt, men österut är den kuperad. Nammivaara är den högsta punkten i trakten. Trakten runt Nammivaara är nära nog obefolkad, med mindre än två invånare per kvadratkilometer.